# 杨爱源旧居
杨爱源旧居，位于山西省太原市杏花岭区杏花岭街道杏花岭社区南华门13号，南华门历史文化街区范围内。

## 保护
杨爱源故居是民国时期四合院民居，建于1920年代，占地面积750平方米，现存南、北、东、西4座房屋，刻有精美砖雕。2009年文物普查期间被文物专家发现，将其列为不可移动文物。2011年12月31日，杨爱源旧居公布为第三批太原市文物保护单位。2016年市政府投资修缮，修旧如旧，并辟为展览馆，向游人免费开放，为继赵树理故居后，太原市第二处被改建为展览馆的民居。